# Огюстен Мушо
Огюстен Бернар Мушо (на френски: Augustin Bernard Mouchot), роден на 7 април 1825 г. в Семюр-ан-Осуа и починал на 4 октомври 1911 г. в Париж, е френски изобретател, известен със създаването на първия слънчев парен двигател, който преобразувал слънчевата енергия в механична работа.

## Биография
Отначало Мушо бил преподавател в началните училища в Морван, а после и в Дижон, преди да се дипломира по математика през 1852 г. и да получи бакалавърска степен по физически науки през 1853 г. Впоследствие преподава математика в средните училища на Алансон и Рен, а после и в гимназията на Тур (1864 – 1871).

### Изследвания на слънчевата енергия
През 1860 г. Мушо започва да се интересува от слънчевата енергия като построява слънчева готварска печка, продължавайки работата на Орас Бенедикт дьо Сосюр и Клод Пуйе. Неговота главна идея е била да открие източник на енергия алтернативен на въглищата, вярвайки че те ще се изчерпат.
През 1866 г. изобретява първия соларен парен двигател използващ параболично извито огледало и стъклен цилиндричен котел захранващи с пара малка парна машина. Изобретанието му бива представено на Наполеон III. Двигателят бил изложен в Париж, докато изчезнал след обсадата на града по време на Френско-пруската война през 1871 г.
През септември 1871 г. френският учен получил финансова подкрепа от Общинския съвет на Ендър е Лоар да монтира соларна готварска печка в библиотеката на Тур, която на 4 октомври 1875 г. представя на Френската академия на науките, а през декември представя на Академията устройство, за което твърди, че при добро слънчево греене осигурява поток на парата от 140 литра за минута. Година по-късно получава разрешение от правителството да напусне преподавателския си пост, за да работи върху направата на двигател, който да представи на Световното изложение на 1878 г.

### Световно изложение, Париж, 1878 г.
На Световното изложение в Париж през 1878 г. Мушо и асистентът му Абел Пифре представят новия двигател, с който изобретателят спечелва златен медал в клас 54. Двигателят бил особен с това, че произвеждал лед използвайки концентрирана слънчева светлина. По-късно обаче Френско-английският договор за свободна търговия от 1860 г. както и подобряването на железопътните линии улеснили снабдяването с въглища и ускорили индустриалното развитие, което накарало френското правителство да реши, че слънчевата енергия вече не била достатъчно изгодна и прекратило финансирането на Мушо.
Впоследствие Мушо се завръща към преподаването, но не бива напълно забравен, тъй като през 1891 и 1982 г. е удостоен със званието лауреат на Френския институт, получавайки награди за работа на въображението.

## Издадени книги
- La Chaleur solaire et ses applications industrielles („Слънчевата топлина и нейните индустриални приложения“), 1869 г.

## Цитати
- „Човек не трябва да вярва, въпреки мълчанието на съвременните писания, че идеята за използването на слънчевата топлина за механични операции е отскоро. Напротив, трябва да се признае, че тази идея е много древна и бавното ѝ развитие през вековете е родило различни любопитни устройства.“

— Огюстен Бернар Мушо, на Световното изложение, Париж, Франция (1878)
- „Рано или късно индустрията вече няма да намира в Европа ресурсите, с които да задоволи своето изумително разширение ... Въглищата без съмнение ще бъдат изчерпани. Какво ще прави тогава индустрията?“

— Огюстен Бернар Мушо, след показване на ранно индустриално приложение на слънчевата топлинна енергия (1880)